# Herrmannbad (Löbau)

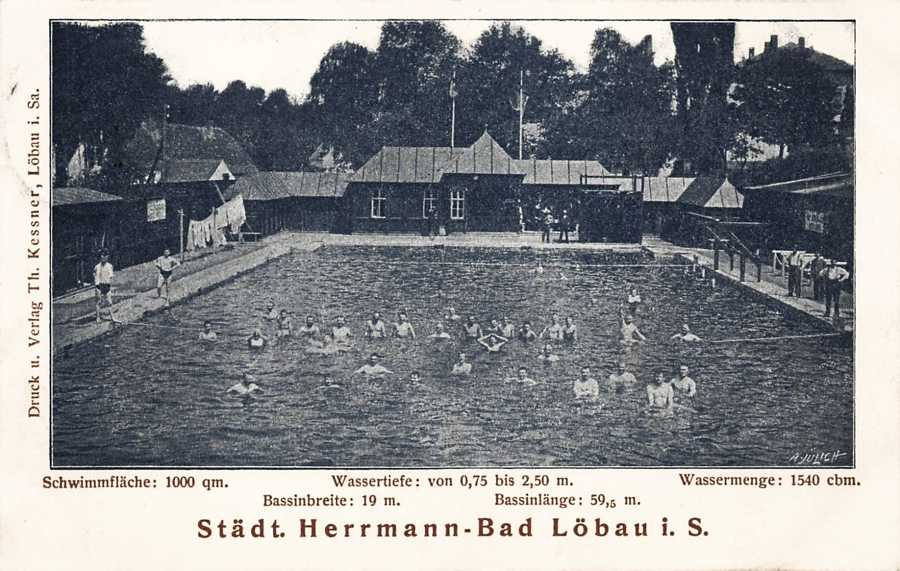
Herrmannbad Löbau (Postkarte aus dem Jahr 1910)

Das Herrmannbad ist ein Freibad im Osten der Stadt Löbau. Bei seiner Eröffnung im Jahr 1906 galt es als eines der modernsten Freibäder in Sachsen.

## Lage
Das Bad befindet sich östlich des Löbauer Altstadtkerns, außerhalb der ehemaligen Stadtmauern. Es liegt westlich des Wohngebietes Löbau-Ost an der Vorwerkstraße. Diese trennt das Wohngebiet und das Freibad voneinander. Es grenzt seinerseits im Westen an das Löbauer Wasser, nördlich befindet sich das ehemalige Gelände des VEK Lautex – Oberlausitzer Textilbetriebe, welches im Zuge der Landesgartenschau 2012 renaturiert wurde; im Süden grenzt das Freibad an einen Garagenkomplex.

## Geschichte

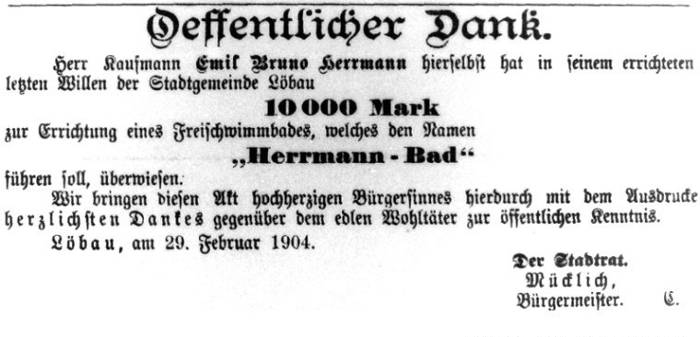
Öffentlicher Dank der Stadt Löbau an Emil Bruno Herrmann für die Spende in Höhe von 10.000 Reichsmark zur Errichtung des Herrmann-Bades (Anzeige aus dem Jahr 1904)

Ausgangspunkt für die Errichtung des Freibades war das Testament des am 12. Januar 1904 verstorbenen Garnkaufmannes Emil Bruno Herrmann. Er hatte 10.000 Mark für den Bau eines Freischwimmbades hinterlassen. Nach dem Tode Herrmanns plante die Stadt zunächst mit zwei getrennten Bassins für Frauen und Männer. Die erwarteten Kosten von rund 33.000 Mark waren jedoch zu hoch, sodass dieser Plan verworfen werden musste und schlussendlich eine Einigung auf den Bau eines Bassin mit einer Wasserfläche von rund 1000 m² mit getrennten Badezeiten für Frauen und Männer erfolgte. Die Stadt Löbau folgte dem letzten Willen Herrmanns und errichtete ab April 1906 innerhalb von vier Monaten und mit einem Kostenaufwand von 27.600 Mark ein Schwimmbad, welches am 16. Juli 1906 eröffnet werden konnte. Bei seiner Eröffnung galt das Herrmannbad als eines der modernsten Freibäder Sachsens. Für das Bad wurde Kühl- und Kondenswasser der nahegelegenen Bergquell-Brauerei genutzt. Dieses wurde für die Nutzung erwärmt, wodurch eine Verlängerung der Saisonöffnung um zwei Monate erzielt werden konnte.
Zu Beginn des 21. Jahrhunderts befand sich das Bad in einem stark reparaturbedürftigen Zustand. Im Zuge der Vorbereitungen für die 6. Sächsische Landesgartenschau im Jahr 2012 wurde das Freibad 2011 komplett saniert und umgebaut. Im Januar 2011 begann der Abriss. Es wurde das bisherige Schwimmbecken durch beheizbare Edelstahlbecken ersetzt, außerdem wurden die technischen und sanitären Anlagen sowie der Kioskbereich erneuert. Gleichzeitig kam es zu einer Neuordnung der Schwimmbecken. Statt eines großen Schwimmbeckens wurden zwei voneinander getrennte Becken und eine Rutsche errichtet.